# Conscripto Bernardi
Conscripto Bernardi est une localité rurale argentine située dans le département de Concordia et dans la province d'Entre Ríos. Elle est devenue une commune à compter du 11 décembre 2019.

## Démographie
La population de la ville, c'est-à-dire à l'exclusion de la zone rurale, était de 1 081 habitants en 1991 et de 1 292 en 2001. La population de la juridiction du conseil d'administration était de 703 habitants en 2001. Elle comptait 1 481 habitants en 2010.

## Histoire
Le village était à l'origine la tête de la Colonia La Castellana. Le village La Castellana a été créé par décret du gouverneur Miguel Laurencena daté du 11 novembre 1914. Son nom d'origine a été remplacé par celui de la gare ferroviaire : Estación Conscripto Bernardi, précédemment nommée Km 101. Le décret no 1754/1969 du 30 juin 1969 a créé le conseil d'administration, adoptant le nom de Conscripto Bernardi pour la localité.
Le nom de la gare est un hommage au conscrit Anacleto Bernardi de la Marine argentine, né à San Gustavo qui est mort héroïquement le 25 octobre 1927 dans le naufrage du navire Principessa Mafalda au large des côtes du Brésil.
Par le décret no 394/1971 MGJ du 19 février 1971, la localité de Conscripto Bernardi a été transférée du district Sauce de Luna du département de Villaguay au  département de La Paz, unifiant le village, qui se trouvait dans le premier département, avec la gare ferroviaire, qui se trouvait dans le second. Le 15 septembre 1972, le département de Federal est créé, et Conscripto Bernardi y est intégré.
Le 18 novembre 1991, la législature provinciale a adopté la loi no 8605 approuvant le recensement effectué et l'ejido de la nouvelle municipalité. Le 3 décembre 1991, la municipalité de 2e catégorie a été créée par le décret no 6255/1991 du gouverneur d'Entre Ríos, remplaçant le conseil du gouvernement existant jusqu'alors.